# Райнин, Валерий Ефимович
Валерий Ефимович Райнин    (род. 20 сентября 1940 года, Москва) — доктор технических наук, профессор кафедры «Электрические и электронные  аппараты» Московского энергетического института.

## Биография
Валерий Ефимович Райнин родился 20 сентября 1940 года в Москве. Окончил школу с серебряной медалью и поступил в Харьковский политехнический институт. В 1962 году, после окончания ВУЗа был распределен  во Всесоюзный научно-исследовательский институт низковольтного электроаппаратосроения Министерства электротехнической промышленности СССР (ВНИИэлектроаппарат, г. Харьков). Проработал в НИИ около 30 лет, занимая должности инженера до заведующего лабораторией.
В 1974 году окончил аспирантуру при Новочеркасском политехническом институте (ныне Южно-Российский государственный политехнический университет), защитил кандидатскую диссертацию и занялся педагогической деятельностью. В 1991 году стал доцентом кафедры «Электротехника» Харьковской государственной академии городского хозяйства. Под его руководством на кафедре были разработаны электронные счетчики на заводах «Коммунар» в  Харькове и «Проминь» в г. Жёлтые Воды.
В 1996 году уехал на работу в Мытищи на Мытищинский электротехнический завод.  Работая главным инженером завода,  организовал на предприятии производство электронных счетчиков. Одновременно преподавал в Российском государственном университете туризма и сервиса (РГУС) и МЭИ.
В 1999 году защитил в Московском энергетическом институте докторскую диссертацию на тему: «Статические устройства защиты для низковольтных автоматических выключателей».
С 2002 года работает в МЭИ на должности профессора кафедры «Электрические и электронные аппараты». Читает лекции, занимается с аспирантами. Под его руководством  было подготовлено и защищено несколько кандидатских диссертаций (Иващенко В. С. "Методы повышения селективности низковольтных автоматических выключателей" и др.).
Райнин В. Е. имеет 92 авторских свидетельств и патентов на изобретения, является автором около 160 научных работ, включая две монографии, два учебника для вузов.
Является членом Российского отделения Международного института инженеров электротехники и электроники (IEEE), действительным членом Академии электротехнических наук Российской Федерации, состоит в специализированных советах по присуждению ученой степени доктора наук в МЭИ (ТУ) и РГСУ.

## Награды и звания
- Премия правительства Российской Федерации в области науки и техники — за участие в написании учебника «Электрические и электронные аппараты».

## Труды
- Электрические аппараты. Учебник и практикум для академического бакалавриата. 2017.
- Электронные аппараты. Учебник и практикум для академического бакалавриата.2017.